# District de Minamitama
Le district de Minamitama (南多摩郡, Minamitama-gun) est un ancien district de la préfecture de Tokyo, au Japon. Créé le 18 novembre 1878 à partir de l'ancien district de Tama (ja), il disparaît le 11 novembre 1971 lorsque ses deux dernières municipalités, les bourgs d'Inagi et de Tama, sont promues au rang de ville.

## Géographie

### Topographie

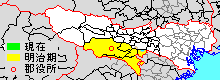
Étendue du district de Minamitama sur une carte de la préfecture de Tokyo dans ses tracés du 29 décembre 2008.

Il correspond maintenant aux villes de Hachiōji, Machida, Hino et Tama, à la majorité de la ville d'Inagi, à l'exception du secteur Oshitate (ja), à une partie de la ville de Fuchū, en particulier une partie de son secteur Minami-chō (ja), toutes dans la métropole de Tokyo. Il correspond aussi à une partie de la ville de Sagamihara, dans la préfecture de Kanagawa, près des lieux où ont été réalisés des travaux de canalisation le long de la rivière Sakai (ja).

### Districts limitrophes
À sa création le 18 novembre 1878, le district de Minamitama est bordé au sud par les districts de Tsukui (ja), Kōza et de Kamakura (ja), à l'est par ceux de Tsuzuki (ja) et de Tachibana (ja), au nord par ceux de Kitatama (ja) et de Nishitama, et à l'ouest par ceux de Nishitama et de Tsukui,,. Le 1er septembre 1917, Hachiōji quitte le district de Minamitama après sa promotion au rang de ville, et devient enclavée par la district. Le 1er avril 1937, la ville de Kawasaki devient voisine du district de Minamitama, en absorbant une partie du district de Tachibana. Le 1er octobre 1938, le district de Tachibana disparaît, absorbé au complet par Kawasaki. Le 1er avril 1939, les districts de Tsuzuki et de Kamakura disparaissent, absorbés par Kawasaki et la ville de Yokohama, qui devient voisine de Minamitama (en particulier ses arrondissements de Totsuka et de Kōhoku). Le 1er décembre 1940, la ville de Tachikawa devient voisine de Minamitama après sa promotion depuis le district de Kitatama. Le 1er avril 1954, la ville de Fuchū devient voisine de Minamitama, puis la ville d'Akishima le 1er mai, toutes deux promues depuis le district de Kitatama, suivie par la ville de Sagamihara le 20 novembre, promue depuis le district de Kōza. Le 1er avril 1955, Minamitama perd une partie de son territoire au profit de Hachiōji et ne borde donc plus le district de Nishitama, et devient aussi voisine le même jour de Chōfu, promu depuis le district de Kitatama. Le 1er avril 1958, Minamitama perd une partie de son territoire au profit de Machida, qui devient maintenant voisin du district. Ainsi Minamitama n'est plus voisine du district de Kōza ni de Yokohama. Le 1er avril 1959, une autre partie est absorbée par Hachiōji et Minamitama n'est dès lors plus voisine du district de Tsukui. Le 3 novembre 1963, Hino est promu au rang de ville et quitte le district, et il ne devient donc plus voisin de Tachikawa et d'Akishima ni du district de Kitatama.

## Histoire
Le territoire correspondant au district de Minamitama fait partie originellement du comté de Tama (多摩郡), dans la province de Musashi. Après l'abolition du système han au début de l'ère Meiji (1868-1912), le territoire sera échangé à de nombreuses reprises entre les nouvelles préfectures de Nirayama (ja), de Shinagawa (ja), puis d'Iruma (ja), avant de finalement se retrouver dans la préfecture de Kanagawa en 1871.
Le 18 novembre 1878, la nouvelle loi municipale (ja) est appliquée dans la préfecture de Kanagawa et sépare le comté (ou district) de Tama (ja) (多摩郡) en trois districts, ceux de Nishitama (« Tama ouest »), Kitatama (« Tama nord ») et de Minamitama (« Tama sud »), ; Minamitama a son siège de district au relais de Hachiōji Yokoyama (ja) (八王子横山宿). La population était alors de 61103 habitants. À la création du district, plusieurs villages existaient par paire, et sont donc renommés : les villages d'Ōya deviennent ceux de Kitaōya et de Minamiōya, les villages de Taira deviennent ceux de Kitadaira et de Minamidaira et les villages de Terakata deviennent ceux de Higashiterakata et de Nishiterakata. Pour éviter la confusion entre eux, d'autres villages qui partageaient le même nom sont renommés : Naganuma devient Higashinaganuma, Nakano devient Nishinakano et Ōsawa devient Kitaōsawa. Le district est alors composé des 126 municipalités suivantes (bourgs en italique et relais en gras) : 
1. Hachiōji Yokoyama (ja) (八王子横山宿)[N 2]
2. Hachiōji Shin-chō (ja) (八王子新町)
3. Hachiōji Koyasu-machi (ja) (八王子子安町)
4. Hachiōji Hon-chō (ja) (八王子本町)
5. Hachiōji Tera-machi (ja) (八王子寺)
6. Hachiōji Sen'nin-chō (ja) (八王子千人町)
7. Motoyokoyama (ja) (元横山村)
8. Shinyokoyama (新横山村)
9. Hongō (ja) (本郷村)
10. Koyasu (子安村)
11. Hino-juku (ja) (日野宿)
12. Awanosu (粟ノ須村)
13. Naganuma (ja) (長沼村)
14. Kawabehorinouchi (ja) (川辺堀之内村)
15. Miya (宮村)
16. Shimoda (下田村)
17. Kamida (ja) (上田村)
18. Arai (新井村)
19. Ishida (石田村)
20. Manganji (ja) (万願寺村)
21. Toyoda (豊田村)
22. Haramachida (en) (原町田村)
23. Honmachida (ja) (本町田村)
24. Morino (ja) (森野村)
25. Minamiōya (ja) (南大谷村)
26. Katakura (ja) (片倉村)
27. Kobiki (ja) (小比企村)
28. Utsunuki (ja) (宇津貫村)
29. Uchikoshi (ja) (打越村)
30. Kitano (ja) (北野村)
31. Sanda (ja) (散田村)
32. Shimokunugida (ja) (下椚田村)
33. Shimonagabusa (ja) (下長房村)
34. Tate (ja) (館村)
35. Terada (ja) (寺田村)
36. Ōfune (ja) (大船村)
37. Kaminagabusa (上長房村)
38. Kamikunugida (上椚田村)
39. Motohachiōji (ja) (元八王子村)
40. Dairakuji (ja) (大楽寺村)
41. Kamiichibukata (ja) (上壱分方村)
42. Shimoichibukata (下壱分方村)
43. Nibukata (ja) (弐分方村)
44. Kawa (ja) (川村)
45. Yokokawa (ja) (横川村)
46. Shimoongata (ja) (下恩方村)
47. Kamiongata (ja) (上恩方村)
48. Nishiterakata (ja) (西寺方村)
49. Otsu (ja) (小津村)
50. Shimokawaguchi (ja) (下川口村)
51. Kamikawaguchi (ja) (上川口村)
52. Yamairi (山入村)
53. Inume (ja) (犬目村)
54. Narahara (ja) (楢原村)
55. Todokoro (留所村)
56. Kitaōsawa (北大沢村)
57. Hontangi (本丹木村)
58. Nakatangi (中丹木村)
59. Yokoyama (横山村)
60. Yōkaichi (八日市村)
61. Umetsubo (ja) (梅坪村)
62. Takiyama (ja) (滝山村)
63. Sanyū (ja) (左入村)
64. Yano (ja) (谷野村)
65. Miyashita (ja) (宮下村)
66. Tobuki (ja) (戸吹村)
67. Takatsuki (ja) (高月村)
68. Ōwada (ja) (大和田村)
69. Kitaōya (ja) (北大谷村)
70. Utsuki (ja) (宇津木村)
71. Ishikawa (ja) (石川村)
72. Kitadaira (ja) (北平村)
73. Nishinakano (ja) (西中野村)
74. Ochikawa (落川村)
75. Mogusa (百草村)
76. Minamidaira (ja) (南平村)
77. Takahata (高幡村)
78. Misawa (三沢村)
79. Hodokubo (程久保村)
80. Hirayama (平山村)
81. Shimoyugi (ja) (下柚木村)
82. Kamiyugi (ja) (上柚木村)
83. Ōsawa (ja) (大沢村)
84. Matsugi (ja) (松木村)
85. Koshino (ja) (越野村)
86. Nakayama (ja) (中山村)
87. Horinouchi (ja) (堀之内村)
88. Bessho (ja) (別所村)
89. Nakano (ja) (中野村)
90. Ōtsuka (ja) (大塚村)
91. Yarimizu (ja) (鑓水村)
92. Sekido (ja) (関戸村)
93. Renkōji (ja) (連光寺村)
94. Kaidori (ja) (貝取村)
95. Kotta (ja) (乞田村)
96. Higashiterakata (ja) (東寺方村)[N 3]
97. Ochiai (ja) (落合村)
98. Wada (ja) (和田村)
99. Ichinomiya (ja) (一ノ宮村)
100. Higashinaganuma (ja) (東長沼村)
101. Hirao (ja) (平尾村)
102. Yanokuchi (ja) (矢野口村)
103. Ōmaru (ja) (大丸村)
104. Sakahama (ja) (坂浜村)
105. Mo (ja) (百村)
106. Ōkura (ja) (大蔵村)
107. Onoji (ja) (小野路村)
108. Notsuda (ja) (野津田村)
109. Shinkōji (ja) (真光寺村)
110. Hirohaka (ja) (広袴村)
111. Nōgaya (ja) (能ヶ谷村)
112. Miwa (ja) (三輪村)
113. Kanai (ja) (金井村)
114. Tsuruma (ja) (鶴間村)
115. Ogawa (ja) (小川村)
116. Kogasaka (ja) (高ヶ坂村)
117. Kanamori (ja) (金森村)
118. Naruse (ja) (成瀬村)
119. Zushi (ja) (図師村)
120. Yamazaki (ja) (山崎村)
121. Kiso (ja) (木曽村)
122. Kamioyamada (ja) (上小山田村)
123. Shimooyamada (ja) (下小山田村)
124. Negishi (ja) (根岸村)
125. Aihara (ja) (相原村)
126. Oyama (ja) (小山村)

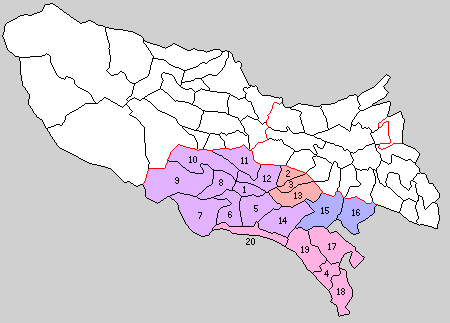
Carte des municipalités du district de Minamitama en 1889 (1. Hachiōji, 2. Hino-juku (Hino), 3. Kuwata, 4. Machida, 5. Yui, 6. Yokoyama, 7. Asakawa, 8. Motohachiōji, 9. Ongata, 10. Kawaguchi, 11. Kasumi, 12. Komiya, 13. Nanao, 14. Yugi, 15. Tama, 16. Inagi, 17. Tsurukawa, 18. Minami, 19. Tadao, 20. Sakai).

En 1879, les autres villages Ōsawa, Nakano et Naganuma changent aussi de noms, devenant Minamiōsawa (南大沢村), Higashinakano (東中野村) et Nishinaganuma (西長沼村). En 1882, le relais de Hachiōji Yokoyama est dissout et chaque village-relais qu'il contient devient un bourg indépendant, soit ceux de Hachiōji Hachiman-chō (ja) (八王子八幡町), Hachiōji Yokoyama-chō (ja) (八王子横山町), Hachiōji Yōka-machi (ja) (八王子八日町), Hachiōji Umanori-machi (八王子馬乗町), Hachiōji Yoko-chō (ja) (八王子横町), Hachiōji Yagi-chō (ja) (八王子八木町), Hachiōji Hongō-chō (ja) (八王子本郷町), Hachiōji Okado-machi (ja) (八王子小門町), Hachiōji Ueno-machi (ja) (八王子上野町) et Hachiōji Hisashima-machi (八王子久嶋町). Additionnellement, les villages de Koyasu, Shinyokoyama et Motoyokoyama changent de statut pour devenir les bourgs de Hachiōji Motokoyasu-machi (八王子元子安町), Hachiōji Shinyokoyama-chō (八王子新横山町) et Hachiōji Motoyokoyama-chō (八王子元横山町). Le 16 janvier 1886, une partie du village de Hongō devient le bourg de Hachiōji Motohongō-chō (ja) (八王子元本郷町). Le district compte désormais 136 municipalités.
Le 31 mars 1889, à l'adoption de la loi municipale moderne (ja), le nombre de municipalités est réduit à 20 par la fusion de la majorité des anciennes :
| Villages créés                 | Villages réunis |
| ------------------------------ | --- |
| Hachiōji (bourg, 八王子町)     | Hachiōji Yokoyama-chō, Hachiōji Shin-chō, Hachiōji Koyasu-machi, Hachiōji Umanori-machi, Hachiōji Yōka-machi, Hachiōji Hon-chō, Hachiōji Tera-machi, Hachiōji Yoko-chō, Hachiōji Ueno-machi, Hachiōji Hachiman-chō, Hachiōji Hongō-chō, Hachiōji Okado-machi, Hachiōji Yagi-chō, Hachiōji Hisashima-machi, Hachiōji Sen'nin-chō, Hachiōji Motoyokoyama-chō, Hachiōji Shinyokoyama-chō, Hachiōji Motohongō-chō, Hachiōji Motokoyasu-machi et Hongō |
| Hino-juku (日野宿),            | Hino-juku (ancien), Awanosu (en partie, exclave) et Nishinaganuma (en partie) |
| Kuwata (ja) (桑田村)           | Kawabehorinouchi, Miya, Shimoda, Kamida, Arai, Ishida, Manganji, Toyoda et Awanosu (en partie, exclave) |
| Machida (町田村)               | Haramachida, Honmachida, Morino et Minamiōya |
| Yui (ja) (由井村)              | Katakura, Kobiki, Utsunuki, Nishinaganuma (en partie), Uchikoshi et Kitano |
| Yokoyama (ja) (横山村)         | Sanda, Shimokunugida, Shimonagabusa, Tate, Terada et Ōfune |
| Asakawa (ja) (浅川村)          | Kaminagabusa et Kamikunugida |
| Motohachiōji (ja) (元八王子村) | Motohachiōji (ancien), Dairakuji, Kamiichibukata, Shimoichibukata, Nibukata, Kawa et Yokokawa |
| Ongata (ja) (恩方村)           | Shimoongata, Kamiongata, Nishiterakata et Otsu |
| Kawaguchi (ja) (川口村)        | Shimokawaguchi, Kamikawaguchi, Yamairi, Inume et Narahara |
| Kasumi (ja) (加住村)           | Todokoro, Kitaōsawa, Hontangi, Nakatangi, Yokoyama, Yōkaichi, Umetsubo, Takiyama, Sanyū, Yano, Miyashita, Tobiki et Takatsuki |
| Komiya (ja) (小宮村)           | Ōwada, Kitaōya, Utsuki, Ishikawa, Kitadaira, Nishinakano et Awanosu (en partie) |
| Nanao (ja) (七生村)            | Ochikawa (en partie), Mogusa (en partie), Minamidaira, Takahata, Misawa, Hodokubo et Hirayama |
| Yugi (由木村)                  | Shimoyugi, Kamiyugi, Minamiōsawa, Matsugi, Koshino, Nakayama, Horinouchi, Bessho, Higashinakano, Ōtsuka et Yarimizu |
| Tama (多摩村)                  | Sekido, Renkōji, Kaidori, Kotta, Higashiterakata, Ochiai, Wada, Ichinomiya, Ochikawa (en partie) et Mogusa (en partie) |
| Inagi (稲城村)                 | Higashinaganuma, Hirao, Yanokuchi, Ōmaru, Sakahama et Mo |
| Tsurukawa (ja) (鶴川村)        | Ōkura, Onoji, Notsuda, Shinkōji, Hirohaka, Nōgaya, Miwa et Kanai |
| Minami (ja) (南村)             | Tsuruma, Ogawa, Kogasaka, Kanamori et Naruse |
| Tadao (ja) (忠生村)            | Zushi, Yamazaki, Kiso, Kamioyamada, Shimooyamada et Negishi |
| Sakai (ja) (堺村)              | Aihara et Koyama |

Le 1er avril 1893, le district de Minamitama est transféré de la préfecture de Kanagawa à la préfecture de Tokyo. Le 19 juin de la même année, le relais de Hino est promu au rang de bourg et retire l'appellation de « relais » de son nom. Le 1er juillet 1899, lorsque la loi sur les districts (ja) (郡制) est adoptée dans la préfecture, des assemblées de district ont maintenant lieu dans le district de Minamitama. Le 31 mars 1901, Kuwata est intégré dans le bourg de Hino. Le 1er avril 1913, Machida est promu au rang de bourg, tandis que le 1er septembre 1917, Hachiōji est promu au rang de ville et quitte le district,. Le 1er avril 1923, les assemblées de district sont abolies, suivi du siège de district le 1er juillet 1926, et le district de Minamitama ne devient plus qu'une division géographique. Le 3 novembre 1927, Asakawa est promu au rang de bourg, suivi de Komiya le 1er octobre 1934. Le 1er octobre 1941, Komiya est finalement fusionné dans  Hachiōji.
Le 1er juillet 1943, avec l'adoption de la loi sur la métropole de Tokyo (ja) (東京都制), la préfecture de Tokyo est remplacée par la métropole de Tokyo. Le 1er septembre 1949, Inagi absorbe une partie du village de Tama (ja) (多磨村), dans le district voisin de Kitatama. Durant les grandes fusions de l'ère Shōwa, le district voit son nombre de municipalités réduit, passant de 17 à quatre. Le 1er avril 1954, Machida fusionne avec Minami pour recréer le bourg de Machida. Le 1er avril 1957, Inagi est promu au rang de bourg. Le 1er février 1958, Machida fusionne avec Tsurukawa, Tadao et Sakai pour créer la ville de Machida, quittant ainsi le district, tandis que le même jour, Hino absorbe le village de Nanao. Le 1er avril 1959, Hachiōji absorbe Asakawa.
Le 3 novembre 1963, Hino est promu au rang de ville et quitte le district, portant le nombre de municipalités restantes à trois. Le 1er avril 1964, Tama est promu au rang de bourg, puis le 1er août, Yugi, la troisième dernière municipalité du district, est intégré dans Hachiōji. Les deux dernières municipalités restantes du district, les bourgs d'Inagi et de Tama, sont promus au rang de ville le même jour le 1er novembre 1971, et le district de Minamitama est supprimé.

## Administration
Les préfets de districts jusqu'à l'abolition de la position en 1926 sont respectivement, : 

### Préfets de la préfecture de Kanagawa
1. Satō Hikogorō (ja) (佐藤 彦五郎), du 18 novembre 1878 au 28 juin 1881 ;
2. Nakamizo Masahiro (ja) (中溝 昌弘), du 28 juin 1881[7] au 22 juin 1882[7] ;
3. Hara Hōjō (ja) (原 豊穣), premier mandat, du 23 juin 1882[7] au 6 septembre 1886[7] ;
4. Adachi Yasutami (安達 安民), du 6 septembre 1886 au 28 novembre 1891[7] ;
5. Hara Hōjō, second mandat, du 28 novembre 1891[7] au 31 mars 1893.

### Préfets de la préfecture de Tokyo
1. Hara Hōjō, troisième mandat, du 1er avril 1893 au 12 novembre 1897 ;
2. Kimura Junzō (木村 順蔵), du 12 novembre 1897 au 2 août 1898 ;
3. Masuda Satoshi (ja) (増田 知), du 2 août 1898 au 8 avril 1899[8] ;
4. Sengoku Usaku (仙石 卯策), du 8 avril 1899 au 3 décembre 1904 ;
5. Kaneda Yoshirō (金田 吉郎), du 3 décembre 1904 au 18 décembre 1912 (mort en fonction) ;
6. Washimi Kinzaburō (鷲見 金三郎), du 28 décembre 1912 au 5 octobre 1914 ;
7. Umeda Eizaburō (梅田 頴三郎), du 5 octobre 1914 au 1er mars 1915 ;
8. Takasaki Jō (高崎 襄), du 1er mars 1915 au 11 avril 1916 ;
9. Jirō Ino (ja) (井野 次郎), du 11 avril 1916 au 2 mars 1917 ;
10. Saburō Uchiyamada (内山田 三郎), du 2 mars 1917 au 4 mars 1922 ;
11. Jintarō Fujie (藤江 陳太郎)[9],[10],[11], du 4 mars 1922 au 13 novembre 1924[12] ;
12. Toshio Shimada (島田 俊夫)[13],[14], du 13 novembre 1924[15] au 30 juin 1926 (abolition du poste)[15].